# Рикардо Патињо
Рикардо Армандо Патињо Арока (шп. Ricardo Armando Patiño Aroca, 1955, Гвајакил) је еквадорски политичар, економиста и министар спољних послова Еквадора.
По идеологији је марксиста и један је од идеолога револуције грађана чији је циљ да се постепено успостави социјалистичко стање у Еквадору. Он је такође под утицајем идеја ослободилачке теологије. Од 2010. Патињо је на функцији министра спољних послова, трговине и интеграција у влади председника Рафаела Корее. Патињо је 16. августа 2012. године изјавио поводом давања политичког азила Џулијану Асанжу оснивачу Викиликса да је његова земља верна традицији да штити оне који су угрожени, такође да су Асанжова страховања од политичког суђења потпуно оправдана.